# Villers-sur-le-Roule
Villers-sur-le-Roule és un municipi francès situat al departament de l'Eure i a la regió de Normandia. L'any 2007 tenia 668 habitants.

## Demografia

### Població
El 2007 la població de fet de Villers-sur-le-Roule era de 668 persones. Hi havia 244 famílies de les quals 36 eren unipersonals (4 homes vivint sols i 32 dones vivint soles), 96 parelles sense fills, 104 parelles amb fills i 8 famílies monoparentals amb fills.
La població ha evolucionat segons el següent gràfic:
Habitants censats

### Habitatges
El 2007 hi havia 282 habitatges, 248 eren l'habitatge principal de la família, 30 eren segones residències i 4 estaven desocupats. Tots els 279 habitatges eren cases. Dels 248 habitatges principals, 220 estaven ocupats pels seus propietaris, 22 estaven llogats i ocupats pels llogaters i 6 estaven cedits a títol gratuït; 4 tenien dues cambres, 33 en tenien tres, 67 en tenien quatre i 144 en tenien cinc o més. 196 habitatges disposaven pel capbaix d'una plaça de pàrquing. A 77 habitatges hi havia un automòbil i a 160 n'hi havia dos o més.

### Piràmide de població
La piràmide de població per edats i sexe el 2009 era:
| Homes | Edats   | Dones |
| ----- | ------- | ----- |
| 0     | 95 o +  | 0     |
| 0     | 90 a 94 | 0     |
| 0     | 85 a 89 | 4     |
| 4     | 80 a 84 | 0     |
| 0     | 75 a 79 | 12    |
| 0     | 70 a 74 | 4     |
| 12    | 65 a 69 | 8     |
| 32    | 60 a 64 | 16    |
| 28    | 55 a 59 | 20    |
| 20    | 50 a 54 | 28    |
| 28    | 45 a 49 | 36    |
| 28    | 40 a 44 | 28    |
| 20    | 35 a 39 | 12    |
| 24    | 30 a 34 | 28    |
| 8     | 25 a 29 | 20    |
| 12    | 20 a 24 | 16    |
| 24    | 15 a 19 | 32    |
| 20    | 10 a 14 | 36    |
| 16    | 5 a 9   | 20    |
| 20    | 0 a 4   | 12    |

## Economia
El 2007 la població en edat de treballar era de 440 persones, 318 eren actives i 122 eren inactives. De les 318 persones actives 305 estaven ocupades (156 homes i 149 dones) i 13 estaven aturades (9 homes i 4 dones). De les 122 persones inactives 49 estaven jubilades, 42 estaven estudiant i 31 estaven classificades com a «altres inactius».

### Ingressos
El 2009 a Villers-sur-le-Roule hi havia 247 unitats fiscals que integraven 679 persones, la mediana anual d'ingressos fiscals per persona era de 20.907 €.

### Activitats econòmiques
Dels 15 establiments que hi havia el 2007, 1 era d'una empresa alimentària, 1 d'una empresa de fabricació d'altres productes industrials, 5 d'empreses de construcció, 2 d'empreses de comerç i reparació d'automòbils, 1 d'una empresa de transport, 1 d'una empresa financera, 1 d'una empresa immobiliària, 1 d'una empresa de serveis i 2 d'empreses classificades com a «altres activitats de serveis».
Dels 4 establiments de servei als particulars que hi havia el 2009, 1 era un taller de reparació d'automòbils i de material agrícola, 1 fusteria, 1 empresa de construcció i 1 agència immobiliària.

## Equipaments sanitaris i escolars
El 2009 hi havia una escola elemental integrada dins d'un grup escolar amb les comunes properes formant una escola dispersa.

## Poblacions més properes
El següent diagrama mostra les poblacions més properes.